# Championnat du Sénégal de football 2006
Navigation
Saison 2005 Saison 2007
La saison 2006 du Championnat du Sénégal de football est la quarante-et-unième édition de la première division au Sénégal. Les dix-huit meilleures équipes du pays sont réparties en deux poules de neuf, où elles s'affrontent deux fois, à domicile et à l'extérieur. À l'issue de cette phase, les deux premiers de chaqude poule disputent la phase finale pour le titre tandis que le dernier est relégué et remplacé par les deux meilleurs clubs de Division 2.
C'est l'AS Douanes qui remporte le championnat cette saison après avoir terminé en tête du classement de la poule pour le titre, avec sept points d'avance sur l'ASC Diaraf et huit sur l'US Gorée. C'est le troisième titre de champion du Sénégal de l'histoire du club.
En fin de saison, les deux premiers de la poule finale sont qualifiés pour la Ligue des champions de la CAF tandis que le 3e et le vainqueur de la Coupe du Sénégal obtiennent leur billet pour la Coupe de la confédération.

## Les clubs participants
| - Compagnie sucrière sénégalaise - ASC Port Autonome - AS Douanes - ASC Jeanne d'Arc - ASC Saloum - US Gorée - Casa Sport - ASC Yakaar - Promu de Division 2 - ASC Xam Xam - Promu de Division 2 | - ASC HLM de Dakar - ASC Diaraf - US Rail - Dakar Université Club - SONACOS - ASEC Ndiambour - Stade de Mbour - US Ouakam - Guédiawaye FC |

## Compétition
Le barème de points servant à établir les classements se décompose ainsi :
- Victoire : 3 points
- Match nul : 1 point
- Défaite : 0 point

### Première phase

#### Groupe A
| Rang | Équipe                            | Pts | J  | G | N  | P | Bp | Bc | Diff |
| ---- | --------------------------------- | --- | -- | - | -- | - | -- | -- | ---- |
| 1    | AS Douanes                        | 28  | 16 | 7 | 7  | 2 | 16 | 8  | +8   |
| 2    | ASC Diaraf                        | 24  | 16 | 5 | 9  | 2 | 13 | 10 | +3   |
| 3    | Guédiawaye FC                     | 20  | 16 | 4 | 8  | 4 | 10 | 11 | -1   |
| 4    | Stade de Mbour                    | 20  | 16 | 4 | 8  | 4 | 9  | 10 | -1   |
| 5    | SONACOS                           | 19  | 16 | 3 | 10 | 3 | 7  | 10 | -3   |
| 6    | ASC YakaarP                       | 18  | 16 | 3 | 9  | 4 | 10 | 9  | +1   |
| 7    | Dakar Université Club             | 17  | 16 | 2 | 10 | 4 | 11 | 12 | -1   |
| 8    | ASEC Ndiambour                    | 15  | 16 | 2 | 9  | 5 | 4  | 8  | -4   |
| 9    | Compagnie sucrière sénégalaise -3 | 14  | 16 | 3 | 8  | 5 | 11 | 13 | -2   |

|  | Qualification pour la phase finale pour le titre |
|  | Relégation directe en Division 2                 |
|  | P : Promu de Division 2                          |

- La Compagnie sucrière sénégalaise reçoit une pénalité de trois points pour une raison indéterminée.

#### Groupe B
| Rang | Équipe             | Pts | J  | G | N | P  | Bp | Bc | Diff |
| ---- | ------------------ | --- | -- | - | - | -- | -- | -- | ---- |
| 1    | ASC HLM de Dakar   | 32  | 16 | 9 | 5 | 2  | 20 | 10 | +10  |
| 2    | US Gorée           | 27  | 16 | 6 | 9 | 1  | 21 | 12 | +9   |
| 3    | ASC Port AutonomeT | 26  | 16 | 6 | 8 | 2  | 15 | 10 | +5   |
| 4    | ASC Jeanne d'Arc   | 26  | 16 | 7 | 5 | 4  | 14 | 13 | +1   |
| 5    | ASC Xam XamP       | 20  | 16 | 5 | 5 | 6  | 12 | 10 | +2   |
| 6    | Casa Sport         | 19  | 16 | 5 | 4 | 7  | 13 | 15 | -2   |
| 7    | ASC Saloum         | 17  | 16 | 4 | 5 | 7  | 10 | 15 | -5   |
| 8    | US OuakamC         | 16  | 16 | 4 | 4 | 8  | 10 | 16 | -6   |
| 9    | US Rail            | 9   | 16 | 2 | 3 | 11 | 8  | 22 | -14  |

|  | Qualification pour la phase finale pour le titre                                 |
|  | Qualification pour la Coupe de la confédération 2007                             |
|  | Relégation directe en Division 2                                                 |
|  | T : Tenant du titre C : Vainqueur de la Coupe du Sénégal P : Promu de Division 2 |

### Phase finale
| Rang | Équipe           | Pts | J | G | N | P | Bp | Bc | Diff |  | Résultats (▼ dom., ► ext.) | Dou | Dia | Gor | HLM |
| ---- | ---------------- | --- | - | - | - | - | -- | -- | ---- |  | -------------------------- | --- | --- | --- | --- |
| 1    | AS Douanes       | 14  | 6 | 4 | 2 | 0 | 12 | 4  | +8   |  | AS Douanes                 |     | 1-0 | 2-0 | 3-2 |
| 2    | ASC Diaraf       | 7   | 6 | 1 | 4 | 1 | 8  | 8  | 0    |  | ASC Diaraf                 | 2-2 |     | 2-2 | 2-1 |
| 3    | US Gorée         | 6   | 6 | 1 | 3 | 2 | 6  | 11 | -5   |  | US Gorée                   | 0-4 | 2-2 |     | 0-0 |
| 4    | ASC HLM de Dakar | 3   | 6 | 0 | 3 | 3 | 4  | 7  | -3   |  | ASC HLM de Dakar           | 0-0 | 0-0 | 1-2 |     |

|  | Qualification pour la Ligue des champions de la CAF 2007                         |
|  | Qualification pour la Coupe de la confédération 2007                             |
|  | T : Tenant du titre C : Vainqueur de la Coupe du Sénégal P : Promu de Division 2 |

## Bilan de la saison
| Championnat du Sénégal de football 2006 |                                |
| Champion                                | AS Douanes (3e titre)          |
| Coupes et trophées                      |                                |
| Vainqueur de la Coupe du Sénégal 2006   | US Ouakam                      |
| Qualifications continentales            |                                |
| Ligue des champions de la CAF 2007      | AS Douanes                     |
| Ligue des champions de la CAF 2007      | ASC Diaraf                     |
| Coupe de la confédération 2007          | US Gorée                       |
| Coupe de la confédération 2007          | US Ouakam                      |
| Promotions et relégations               |                                |
| Promus en Division 1                    | Thiès FC                       |
| Promus en Division 1                    | ASC Renaissance de Dakar       |
| Relégués en Division 2                  | Compagnie sucrière sénégalaise |
| Relégués en Division 2                  | US Rail                        |